# Xã 158-30, Quận Lake of the Woods, Minnesota
Xã Municipio 158-30 (tiếng Anh: 158-30 Township) là một xã thuộc quận Lake of the Woods, tiểu bang Minnesota, Hoa Kỳ. Năm 2010, dân số của xã này là 36 người.